# Kevin McDonald (duchowny)
Kevin McDonald (ur. 18 sierpnia 1947 w Stoke-on-Trent) – duchowny katolicki, arcybiskup rzymskokatolickiej archidiecezji Southwark w Anglii.
Studiował na Uniwersytecie w Birmingham w latach 1965–1968. W 1968 roku wstąpił do seminarium duchownego, a święcenia kapłańskie otrzymał w dniu 20 lipca 1974 w katedrze św. Chada w Birmingham.
W latach 1976–1985 był wykładowcą teologii moralnej na Oscott College, a następnie został sekretarzem w Papieskiej Rady ds. Popierania Jedności Chrześcijan w Rzymie, gdzie pracował do 1993.
Po powrocie do Anglii w 1993 został proboszczem w Sparkhill, gdzie pracował do 1998 roku. W 1998 został rektorem seminarium w Oscott.
29 marca 2001 Jan Paweł II mianował go biskupem Northampton. Sakrę biskupią otrzymał 2 maja 2001 z rąk biskupa Patricka Leo McCartie. Współkonsekratorami byli arcybiskup Patrick Kelly oraz arcybiskup Vincent Nichols.
6 listopada 2003 McDonald otrzymał nominację na arcybiskupa Southwark. Objął rządy w diecezji 8 grudnia 2003. W dniu 4 grudnia 2009 arcybiskup McDonald zrezygnował ze stanowiska ze względu na stan zdrowia.